# Steve O'Rourke
Steve O'Rourke (1 de octubre de 1940–30 de octubre de 2003) fue un mánager y piloto de carreras inglés, conocido por su labor con la banda de rock británica Pink Floyd tras de la salida de Syd Barrett en marzo de 1968. O'Rourke permaneció como mánager de la banda hasta su muerte, negociando la separación de la banda con el bajista y compositor principal Roger Waters.

## Vida
Steve nació en el suburbio de Willesden. Su padre, Tommy O'Rourke, fue un pescador irlandés que se trasladó a Londres para presenciar la premiere del documental El hombre de Aran, en el que personificó a un cazador de tiburones.
O'Rourke se formó como contador y comenzó a trabajar con la agencia de talentos de Bryan Morrison —que pasó a formar parte de NEMS Enterprises— como agente junior y contable. En un principio, O'Rourke se dedicó a organizar recitales para Pink Floyd, que en aquel momento era manejada por Peter Jenner y Andrew King. Cuando Syd Barrett fue expulsado de Pink Floyd en 1968 debido a sus problemas con el consumo de ácido lisérgico, King y Jenner optaron por quedarse con Barrett, a quien consideraban la fuente creativa detrás de Pink Floyd. O'Rourke asumió desde entonces el manejo de la banda. A principios de los años 70, O'Rourke dejó NEMS y fundó su compañía propia, EMKA Productions, nombrada por su primera hija Emma Kate.
La primera esposa de O'Rourke era una terapeuta llamada Linda, que lo acompañó durante la formación de la banda y con quien tuvo dos hijas y un hijo. Su segunda esposa, Angie, era la secretaria de Alan Parker, el director de Pink Floyd – The Wall. La conoció tras sufrir un accidente en la oficina de Parker. Tuvieron un hijo.
O'Rourke sufrió un infarto y murió en Miami en 2003. Su funeral tuvo lugar el 14 de noviembre de ese año en la Catedral de Chichester en Sussex, donde los miembros de Pink Floyd David Gilmour, Richard Wright y Nick Mason actuaron juntos en público por primera vez desde octubre de 1994. Tocaron "Fat Old Sun" y "The Great Gig in the Sky", con Dick Parry tocando el saxo siguiendo el ataúd.
El álbum solista de 2006 de David Gilmour On an Island estuvo dedicado a la memoria de O'Rourke (así como a la del tour manager Tony Howard y el arreglista Michael Kamen). El libro de Nick Mason Inside Out: A Personal History of Pink Floyd también estuvo dedicado a O'Rourke.

## Como piloto de carreras
O'Rourke también tuvo paralelamente una carrera exitosa como piloto de carreras, una pasión de toda la vida que compartía con el baterista Nick Mason y, en menor medida, con Gilmour. Le gustaban las carreras históricas con coches de los años 50, 60 y 70.

## Otros artistas
Otros artistas manejados por O'Rourke incluyen:
- Chris Thomas, productor
- Kokomo, banda[2]
- Heath Lefke, director de producción